# (509) Иоланда
(509) Иоланда (нем. Iolanda) — астероид главного пояса, который принадлежит к светлому спектральному классу S. Он был открыт 28 апреля 1903 года немецким астрономом Максом Вольфом в обсерватории Хайдельберг-Кёнигштуль. 

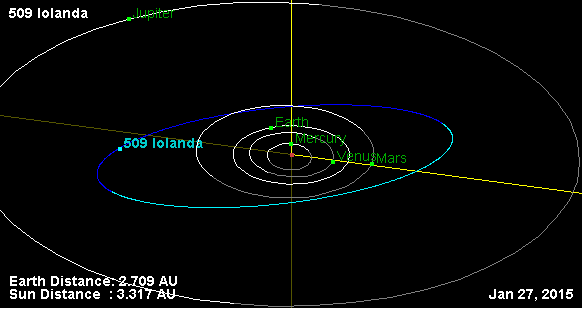
Орбита астероида Иоланда и его положение в Солнечной системе

Тиссеранов параметр относительно Юпитера — 3,171. 